# بخش پری (شهرستان شلبی، اوهایو)
بخش پری (به انگلیسی: Perry Township) یک منطقهٔ مسکونی در ایالات متحده آمریکا است که در شهرستان شلبی، اوهایو واقع شده‌است.
 بخش پری ۷۲٫۹ کیلومتر مربع مساحت و ۱٬۱۲۸ نفر جمعیت دارد و ۳۲۳ متر بالاتر از سطح دریا واقع شده‌است.